# Sainte-Foy (Landes)
Sainte-Foy is een gemeente in het Franse departement Landes (regio Nouvelle-Aquitaine) en telt 138 inwoners (1999). De plaats maakt deel uit van het arrondissement Mont-de-Marsan.

## Geografie
De oppervlakte van Sainte-Foy bedraagt 9,4 km², de bevolkingsdichtheid is 14,7 inwoners per km².
De onderstaande kaart toont de ligging van Sainte-Foy (Landes) met de belangrijkste infrastructuur en aangrenzende gemeenten.

## Demografie
Onderstaande figuur toont het verloop van het inwonertal (bron: INSEE-tellingen).

1. ↑  Populations de référence 2022.